# Mohab El-Kordy
Mohab Mohymen Ishak Ahmad El-Kordy (in arabo مهاب مهيمن إسحق أحمد الكردى‎?; Giza, 21 marzo 1997) è un tuffatore egiziano.

## Biografia
Ha gareggiato ai campionati mondiali di Kazan' 2015 nel concorso dei tuffi dalla piattaforma 10 metri maschile classificandosi quarantaseiesimo alle spalle del compagno di nazionale Youssef Selim.
Grazie alla vittoria delle qualificazioni nella piattaforma 10 metri per il continente africano ha potuto accedere ai Giochi olimpici di Rio de Janeiro 2016.